# Mouton à queue grasse
Le mouton à queue grasse (en anglais : fat-tailed sheep) est un terme employé pour désigner un groupe de races de moutons domestiques connues pour leur queue et arrière-train distinctifs. Les races ovines à queue grasse représentent environ 25 % de la population ovine mondiale et se trouvent couramment en Afrique, dans la région Méditerranéenne de l'Europe, au Moyen-Orient, en Asie occidentale et en Asie centrale.

## Présentation

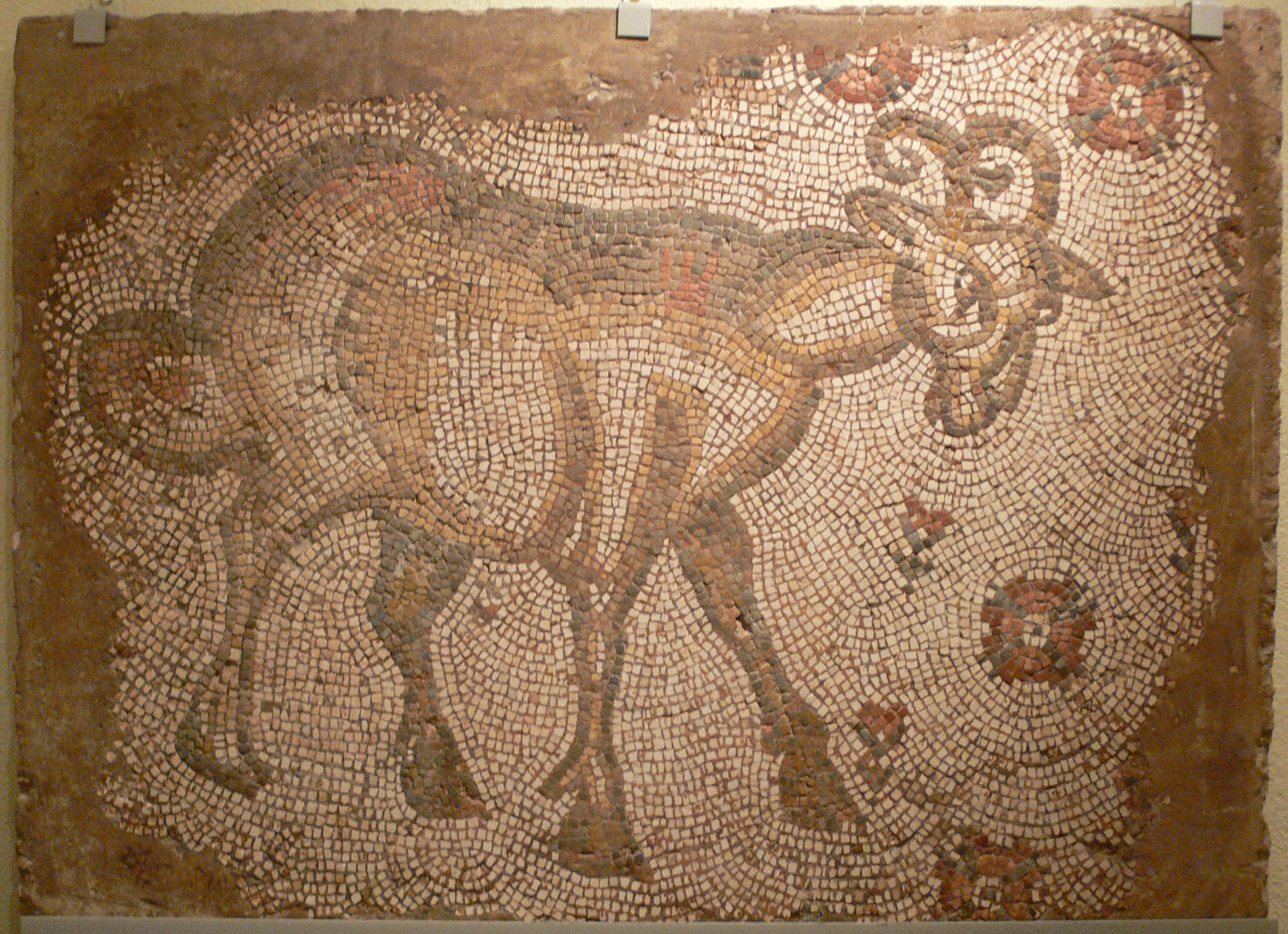
Mosaïque d'un mouton à queue grasse, vers 475.

L'origine exacte des moutons à queue grasse n'est pas précisément connue mais ils seraient apparus en Mésopotamie. Les premières traces ont été retrouvées sur des récipients en pierre et des mosaïques d'Uruk (3 000 av. J.-C.) et d'Ur (2 500 av. J.-C.).
Ils sont reconnaissables à leur grosse queue où s'accumule la graisse. Cette réserve leur permet de résister aux conditions difficiles des milieux arides comme la sécheresse et le manque de nourriture à certaines périodes. Il en existe deux types : à queue longue (ayant la forme d'un S) ou à queue courte (et large),. Ils sont en général de grande taille et hauts sur pattes. La queue pèse en moyenne 5 à 7 kg mais chez certaines races elle peut dépasser les 30 kg. Les races présentant les queues les plus lourdes sont la Gissar (Tadjikistan), la Saradzhin (Russie) et l'Edil'baev (Kazakhstan) chez qui les béliers peuvent parfois atteindre les 180 kg. Cette adaptation serait directement liée à la domestication et à la sélection réalisée par les éleveurs.
Ces races rustiques sont principalement élevées pour leur viande. La graisse de la queue est très utilisée en cuisine. Son usage est attesté dans des recettes médiévales perses du XVIe siècle. Elles peuvent également fournir une laine grossière utilisée pour la confection de tapis.

## Quelques races de moutons à queue grasse
Les races de moutons à queue grasse sont surtout présentes au Proche-Orient et en Asie de l'Ouest. Parmi celles-ci, on trouve l'Awassi (en), une race très ancienne, présente en Irak, Syrie, Liban, Jordanie et Israël. En Afrique du nord, on rencontre la Barbarine en Tunisie et les différentes races égyptiennes (Ossimi, Rahmani et Barki).
Plus rares en Europe, elles sont présentes sur le pourtour méditerranéen. On les trouve en Italie du sud, Grèce (comme la Chios) et Yougoslavie.

## Dans la littérature

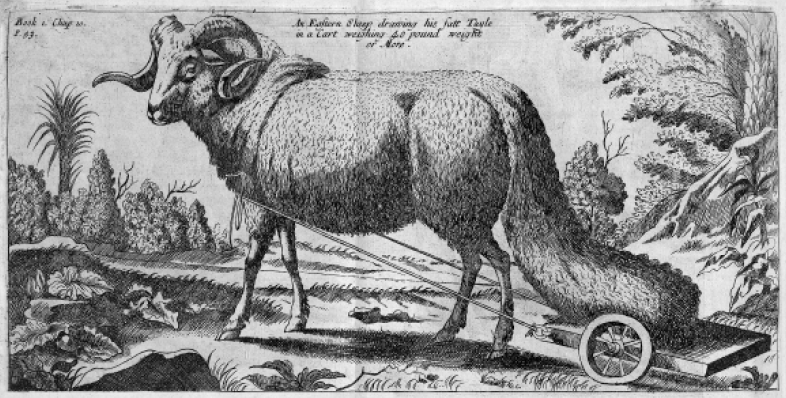
Illustration d'un mouton à queue grasse de 1684. Comme dans les récits d'Hérodote, sa queue repose sur un petit char.

Au Ve siècle av. J.-C., l'historien grec Hérodote cite le mouton à queue grasse dans ses écrits :
« Les Arabes ont deux espèces de moutons dignes d'être admirées et qui ne se voient nulle part ailleurs. L'une à de grandes queues à peine moindre de trois coudées, qui, si on les lui laissait traîner seraient couvertes d'ulcères à cause du frottement contre le sol. Mais tout pâtre, pour ce motif, sait travailler le bois ; il façonne de petits chars et les attache sous les queues. Chaque bête a ainsi sa queue sur un char. Le deuxième espèce de moutons possède une queue large d'une coudée,. »
Dans Gargantua, Rabelais parle de la queue des moutons de Syrie, qu'ils ont large d'une coudée.

## En astronomie
La queue du mouton donne son nom à l'étoile Theta Serpentis (Alya, de l'arabe  الية ’alyah, désignant la queue grasse du mouton) de la constellation du Serpent.